# 室谷克実
室谷 克実（むろたに かつみ、1949年（昭和24年） - ）は、日本の評論家・ジャーナリスト。

## 人物
東京都出身。慶應義塾大学法学部を卒業後に時事通信社へ入社し、政治部記者、ソウル特派員、宮崎支局長、宇都宮支局長、時事解説編集長、時事評論編集長、地域づくり編集長などを歴任。2009年（平成21年）の定年退職後より評論活動に入り、大韓民国に関する書籍・記事を出版している。『夕刊フジ』で毎週木曜日にコラム「新・悪韓論」を連載している。

## 発言
- 室谷は2013年（平成25年）5月28日に新しい歴史教科書をつくる会が主催した「『河野談話』の撤廃を求める緊急国民集会」にて、大韓民国（韓国）について「許してはいけない国だということをハッキリと申し上げたい」と述べた[2]。
- 2013年（平成25年）9月6日、韓国政府は東京電力福島第一原発の汚染水流出問題に関係して、青森・岩手・宮城・福島・茨城・栃木・群馬・千葉の日本産水産物を全面輸入禁止にすると発表した[3][4]。発表のタイミングがブエノスアイレスで行われていた2020年夏季オリンピック開催国を決めるIOC総会の投票直前であった。室谷は同年9月7日『夕刊フジ』のインタビューに対し、「韓国政府は『五輪招致とは関係ない』と主張するだろうが、このタイミングの発表は『日本＝危ない国』という印象付けをして、東京五輪を妨害しているとしか思えない。もともと、韓国の民間団体が日本の五輪招致に反対してきたが、国家規模になった。反日世論が過熱する中で、止められなくなっているのでは[5]」とコメントした。
- 三橋貴明との対談で韓国起源説について室谷は、「戦後のソウルでは、『倭臭がするから』と桜の木を切り倒した。ところが今や外国の都市で、日本からの苗寄贈で出来上がった桜並木を見るや、『わが国の木だ』と始める。そもそもソメイヨシノは、現在の東京・駒込の染井霊園あたりでつくられた桜です」「ウリジナルですね。韓国語の会話にじつに頻繁に出てくる『ウリ』と英語の『オリジナル』を組み合わせた造語です。誰がつくったのか、言い得て妙です」「英語を翻訳した諺も、いつしか『そうした場合、韓国では昔からこういってきた』式になり、その諺を生みだした祖先の英知を自慢したりする。ロケット砲を最初に考え出したのも李朝世宗の朝鮮人だとか。なぜ侵略してきた豊臣秀吉軍に、それを使わなかったのでしょう。そんなに素晴らしい文化・文物を創設してきたならば、なぜ今日の韓国は世界の最先進国家でないのでしょうか。誰かが一つのウリジナル説を唱える。それが、まさに『ウリ自尊心』に合致する話だと、たちまち国民的大合唱になり、いつしか韓国のなかでだけ通じる『もはや証明する必要もない既定の事実』になっていくのです」 と批判している[6]。

## 著作

### 単著
- 『「韓国人」の経済学　これが「外華内貧」経済の内幕だ』ダイヤモンド社、1987年2月。ISBN 4-478-23016-1。
  - 『「韓国人」の経済学　これが「外華内貧」経済の内幕だ』（新版）ダイヤモンド社、1989年1月。ISBN 4-478-23020-X。
- 『朝鮮半島 南北「情報心理戦」の真実』ダイヤモンド社、1992年3月。ISBN 4-478-23037-4。
- 『その裏で金が動いた。 小説「金大中」謀略事件』徳間書店、1998年11月。ISBN 4-198-60917-9。 - 西原勝洋のペンネームで発表。『日韓がタブーにする半島の歴史』の奥付を参照。
- 『日韓がタブーにする半島の歴史』新潮社〈新潮新書 360〉、2010年4月16日。ISBN 978-4-10-610360-5。
- 『ディス・イズ・コリア 韓国船沈没考』産経新聞出版、2014年7月18日。ISBN 978-4-81911249-9。
- 『朝日新聞「戦時社説」を読む』毎日ワンズ、2014年12月。ISBN 978-4-901622-81-3。
- 『韓国は裏切る』新潮社〈新潮新書665〉、2016年4月15日。ISBN 978-4-10-610665-1。
- 『なぜ日本人は韓国に嫌悪感を覚えるのか』飛鳥新社〈月刊Hanada双書〉、2018年3月。ISBN 978-4-86410-598-9。
- 『反日種族の常識』飛鳥新社、2020年2月。ISBN 978-4-86410-746-4。
- 『韓国のデマ戦法』産経新聞出版〈産経セレクト S-018〉、2020年8月。ISBN 978-4-8191-1385-4。
- 『韓国自爆』飛鳥新社、2022年3月。ISBN 978-4-86410-866-9。
- “韓論”シリーズ
  - 『悪韓論』新潮社〈新潮新書 516〉、2013年4月17日。
  - 『呆韓論』産経新聞出版、2013年12月5日。
  - 『崩韓論』飛鳥新社、2017年2月。

### 共著
- 三橋貴明 共著『韓国人がタブーにする韓国経済の真実』PHP研究所、2011年6月17日。ISBN 978-4-569-79661-1。
- 三橋貴明 共著『「妄想大国」韓国を嗤(わら)う』PHP研究所、2014年4月12日。ISBN 978-4-569-81839-9。
- 宮崎正弘 共著『暴走と崩壊が止まらない！ 仲良く自滅する中国と韓国』徳間書店、2014年6月20日。ISBN 978-4-19-863816-0。
- 黄文雄、野村旗守 共著『日本人なら知っておきたい反日韓国100のウソ』宝島社、2014年12月11日。ISBN 978-4-8002-3326-4。
- 宮崎正弘 共著『日本に惨敗しついに終わる中国と韓国』徳間書店、2015年5月21日。ISBN 978-4-19-863935-8。
- トニー・マラーノ 共著『没落する反日国家の正体 中韓同盟につける薬なし』ビジネス社、2015年6月9日。ISBN 978-4-8284-1822-3。
- ケント・ギルバート、石平 共著『中国・韓国との新・歴史戦に勝つ！　謂れなき妄動を繰り返す「反日同盟」の末路』悟空出版、2015年11月26日。ISBN 978-4-908117-17-6。
- 宮崎正弘 共著『悪あがきを繰り返し突然死の危機に陥る中国と韓国』徳間書店、2016年1月29日。ISBN 978-4-198640-96-5。
- シンシアリー、上念司 ほか『韓国の下流社会』宝島社〈別冊宝島2459〉、2016年5月13日。ISBN 978-4-8002-5462-7。
- シンシアリー、宝島取材班 共著『韓国の下流社会　貧困で絶望する若者たち』宝島社、2016年6月23日。ISBN 978-4-8002-5695-9。
- 宮崎正弘 共著『赤化統一で消滅する韓国　連鎖制裁で瓦解する中国』徳間書店、2017年7月。ISBN 978-4-19-864423-9。
- 加藤達也 共著『韓国リスク　半島危機に日本を襲う隣の現実』産経新聞出版〈産経セレクト S-008〉、2017年12月。
- 宮崎正弘 共著『米朝急転で始まる中国・韓国の悪夢　岐路に立つ日本』徳間書店、2018年6月。
- 渡邉哲也 共著『韓国経済はクラッシュする　文在寅「反日あおり運転」の末路』悟空出版、2019年10月。
- 宮崎正弘 共著『なぜ韓国人は国を棄てるのか？』ビジネス社、2022年2月。

### まんが原作
『Voice』に掲載されている「超韓流猫コリにゃん」の単行本化作品。
- 室谷克実、諸星惣一郎 漫画『韓獄論』PHP研究所、2016年4月23日。ISBN 978-4-569-82925-8。

### 監修
- 『日朝古代史 嘘の起源』室谷克実 監修、宝島社〈別冊宝島2283〉、2015年1月13日。ISBN 978-4-8002-3621-0。
- 『日朝中世史恨みの起源　「恨み1000年」の深淵・日朝の真実をのぞく』室谷克実 監修、宝島社〈別冊宝島 2418〉、2016年1月。ISBN 978-4-8002-4814-5。
- 『日朝古代史嘘と恨の原点　2000年以上も受け継がれる「韓国人の狂気」』室谷克実 監修、宝島社〈別冊宝島 2614〉、2017年10月。ISBN 978-4-8002-7535-6。
- 『2000年の歴史でひもとく日韓「気質」の違い』室谷克実 監修、宝島社〈TJ MOOK〉、2019年12月。ISBN 978-4-299-00012-5。

### 寄稿
定年退職（2009年）以降の論説をリストにあげる。
- 室谷克実「天皇家のルーツは半島!? 詐話がホントになるところ」『歴史通』第7号、ワック、2010年7月、72-78頁。
- 室谷克実「「文明は半島から来た」は大ウソ」『明日への選択』(通号 295)、日本政策研究センター、2010年8月、34-39頁。
- 室谷克実「「日本メーカー惨敗、サムスン大躍進」のカラクリ」『新潮45』第29巻11号 (通号 343)、新潮社、2010年11月、56-62頁。
- 室谷克実「ヤミ金で成立する韓国経済」『WiLL』第95号、ワック、2012年11月、84-91頁。
- 室谷克実「ナチスを上回る世界一の差別王国」『WiLL』第96号、ワック、2012年12月、224-231頁。
- 室谷克実、大野芳「古代朝鮮史 あれもウソ、これもウソ」『歴史通』第23号、ワック、2013年3月、186-197頁。
- 室谷克実「韓国人は世界一の嘘吐き民族だ」『WiLL』第101号、ワック、2013年5月、78-85頁。
- 室谷克実「ひと ： 人物交差点 嘘、性犯罪、腐敗、責任転嫁……これでよく日本を批判できる「悪しき韓国」の実像 ｢反日｣韓国の恥ずかしい現実」『明日への選択』第329号、日本政策研究センター、2013年6月、22-27頁。
- 松木國俊、室谷克実「緊急対談 恥知らぬ国韓国とは国交断絶」『WiLL』第104号、ワック、2013年8月、90-101頁。
- 室谷克実「国際 韓国　反日から貶日へ　事実上の政府機関が主導」『改革者』第54巻第8号、政策研究フォーラム、2013年8月、22-25頁。
- 室谷克実「呆れた"ウリナラ"… 韓国紙の変態報道を嗤う」『正論』第500号、産経新聞社、2013年9月、104-109頁。
- 屋山太郎、室谷克実「中国属国化で自滅する韓国　韓国よ、「歴史を忘れた民族に未来はない」!!」『Voice』第430号、PHP研究所、2013年10月、38-49頁、ISSN 0387-3552。
- 室谷克実「韓国のベストセラー「千年恨」の知的レベル」『WiLL』第108号、ワック、2013年12月。
- 室谷克実「あっちでパクパクこっちでクネクネ」『歴史通』第28号（2014年01月号）、ワック、2013年12月9日、46-57頁。
- 室谷克実「BOOKS&MAGAZINES 「嫌韓」「悪韓」、そして「呆韓」へ 誰も信じなかった真の韓国 著者インタビュー 室谷克実『呆韓論』」『Will』第110号、ワック、2014年2月、142-149頁。
- 室谷克実「空想大国・韓国を笑う　第三次通貨危機で失業率が30%になる日」『Voice』第434号、PHP研究所、2014年2月、46-55頁、ISSN 0387-3552。
- 三橋貴明、室谷克実「韓国のことは忘れよう」『Voice』第436号、PHP研究所、2014年4月、50-61頁、ISSN 0387-3552。
- 室谷克実「世界が呆れる「激情国家」韓国」『新潮45』第33巻第4号、新潮社、2014年4月、42-46頁。
- 室谷克実「この人に聞く 『悪韓論』『呆韓論』を書いたわけ 反日教育だけの世代が社会を握る 中国との連携に走る韓国 基本的には相手にしないのが一番」『ニューリーダー』第27巻(第5号) (通号 319) 2014年5月号、はあと出版株式会社、2014年5月、26-29頁。
- 室谷克実、竹田恒泰「「朝鮮日報」はサド 「朝日」はマゾだ 緊急対談」『WiLL』第114号、ワック、2014年6月、46-57頁。
- 室谷克実「韓国の「愚韓」「呆韓」「哀韓」全記録」『WiLL』第115号、ワック、2014年7月、32-53頁。
- 室谷克実「バチカンに叱られた韓国」『歴史通』第32号、ワック、2014年9月、158-171頁。
- 室谷克実「韓国各紙は「朝日全面擁護」」『WiLL』第118号、ワック、2014年10月、78-85頁。
- 室谷克実「「日本沈没」から「韓国沈没」へ　いまさらの対日擦り寄りは気色が悪い」『Voice』第443号、PHP研究所、2014年11月、112-119頁。
- 室谷克実「『呆韓論』ナッツリターン篇」『WiLL』第123号、ワック、2015年3月、246-257頁。
- 室谷克実「朴槿惠大統領の呆言、妄言、暴言録」『WiLL』第125号、ワック、2015年5月、66-77頁。
- 室谷克実「「大韓ナチズム」に墜ちた韓国」『歴史通』第36号、ワック、2015年5月、90-98頁。
- 室谷克実「「ヘル・コリア」の恐怖　米国からも中国からも信用されないコウモリ国家の行く末は?」『Voice』第461号、PHP研究所、2016年5月、38-45頁。
- 室谷克実「爆発する韓国経済　"金権による帝国"を維持していけるのか?」『Voice』第468号、PHP研究所、2016年12月、110-117頁。
- 室谷克実「三放世代と「泥の匙」　なぜ恋愛、結婚、出産を放棄せざるをえないのか (総力特集 韓国リスク)」『Voice』第470号、PHP研究所、2017年2月、52-59頁。
- 室谷克実「次期大統領は「左翼のヒトラー」 (特集 朝鮮半島炎上)」『新潮45』第36巻(5) (通号 421)、新潮社、2017年5月、48-55頁。
- 室谷克実「脱北者「差別大国」の悲惨　文在寅氏と安哲秀氏の違いは「従北派の左翼」か「親北派のブルジョワ左翼」か (総力特集 韓国漂流)」『Voice』第474号、PHP研究所、2017年6月、44-53頁。
- 室谷克実「巻頭インタビュー ヘルコリアが生んだ「左翼のヒトラー」」『明日への選択』第377号、日本政策研究センター、2017年6月、4-9頁。

### コラム
2013年（平成25年）6月25日から同年7月9日まで、連載コラム「韓国の真実」を産経新聞グループに寄稿した。「韓国の真実」は産経デジタルが運営するニュースサイト「ZAKZAK」でも連載された。同年7月10日から毎週水曜日に「新・悪韓論」を連載している。